# ニニアン・スティーヴン
サー・ニニアン・マーティン・スティーヴン（英:  Sir Ninian Martin Stephen KG AK GCMG GCVO KBE QC、1923年6月15日 - 2017年10月29日）は、オーストラリアの裁判官、政治家。
オーストラリア高等裁判所の裁判官を経て、1982年から1989年にかけてオーストラリア総督を務めた。

## 経歴
1923年生まれ。
第二次世界大戦ではオーストラリア帝国軍に従軍。
1952年にビクトリア州の法廷弁護士資格を取得し、1966年に勅選弁護士（QC）に就任。
1970年から1972年にかけてビクトリア州最高裁判所の裁判官を務めた。ついで1972年から1982年にかけてオーストラリア高等裁判所の裁判官を務める。1979年には枢密顧問官(PC)に列している。
1982年7月29日から1989年2月16日にかけてオーストラリア総督を務める。1993年から1997年にかけては北アイルランド和平会議の議長を務めた。またユーゴスラビアやルワンダでの戦争犯罪を裁く国際法廷の裁判官も務めた。
1994年4月23日、女王エリザベス2世よりガーター勲章勲章士（KG）に叙せられた。
2017年10月29日にメルボルンで死去。

## 勲章
KG, AK, GCMG, GCVO, KBE, PC, QC
- 1972年4月20日 - 大英帝国勲章ナイト・コマンダー（KBE）[7]
- 1982年5月28日 - 聖マイケル・聖ジョージ勲章ナイト・グランド・クロス（GCMG）[8]
- 1982年10月13日 - ロイヤル・ヴィクトリア勲章ナイト・グランド・クロス（GCVO）[9]
- オーストラリア勲章（英語版）ナイト（AK）[3]
- 1994年4月23日 - ガーター勲章ナイト（KG）[4][5]